# 자유민주당 부총재
자유민주당 부총재(自由民主党副総裁)는 일본 자유민주당의 당직 중 하나다.
자유민주당 총재 바로 다음 직위에 해당한다. 총재가 지명한 뒤 당대회의 승인을 받아 취임한다. 다만 부총재는 상설 직위가 아니기에 공석으로 두는 경우도 많다. 또한 정원이 정해져 있지 않아 부총재를 여러 명 두는 것도 가능하지만 실제 그런 적은 없었다. 당칙에 명문화된 권한은 긴급 상황 때는 총재직을 대행하고 평시에는 총재를 보좌하며 간부회의와 선거대책본부에 참석하는 것뿐이다. 선거 대책·국회 운영·당무 전반에 대한 권한은 자유민주당 간사장에 속하므로 부총재의 직무 범위도 명확하지 않다.
하지만 부총재를 지낸 인사들을 보면 중진들이 많아 부총재는 단순한 명예직이 아니라 당의 의사 결정에 상당한 영향력을 행사한다. 1974년 다나카 가쿠에이가 총재직을 사임했을 때 부총재인 시나 에쓰사부로가 이른바 시나 재정을 통해 미키 다케오를 후임 총재로 지명한 사례가 대표적이다. 1980~90년대에는 역대 총재·양원 의장과 함께 역대 부총재도 당의 최고 고문으로 우대받기도 했다. 하지만 이는 부총재가 돼서 중진으로 우대받는 것이 아니라 이미 중진으로서 영향력을 가진 사람이 부총재가 되는 것이기에 이런 관점에선 단순한 명예직으로도 볼 수 있다.
초기에는 당내 조정을 위해 중간 규모의 파벌에서 부총재를 배출했다. 하지만 오히라 마사요시가 총재가 된 이후 총재 선거의 당락을 좌우하기 위해 최대 파벌인 다나카파에서 부총재를 배출하기 시작했다. 그러다가 고이즈미 준이치로가 총재가 되면서 전반적으로 파벌의 힘이 약해졌고 다시 중간 규모의 파벌에서 부총재를 배출하게 되었다.
부총재는 긴급시 총재직을 대행할 수 있다. 하지만 실제로는 1980년 니시무라 에이이치가 오히라가 급서했을 때를 제외하곤 사례가 없다. 이때 제36회 일본 중의원 의원 총선거를 앞두고 있었기에 니시무라는 당무에 한정하여 총재직을 대행했다. 총리 대행은 관방장관 이토 마사요시가 맡았다. 참고로 이 선거에서 니시무라는 낙선했는데 부총재가 낙선한 사례는 이 외에 야마사키 다쿠가 있다.
미야자와 기이치는 이른바 「PKO 협력법」안의 심사를 두고 야당과 대립하고 있었는데 1992년 당의 중진이던 가네마루 신을 부총재에 기용하여 야당과 절충안을 내는 데 성공했다.
2010년 다니가키 사다카즈는 오시마 다다모리를 부총재에 지명했는데 이는 간사장으로서 제22회 일본 참의원 의원 통상선거를 승리로 이끈 공적을 인정받은 것이었다. 또한 당시 당3역인 간사장·총무회장·정조회장이 상대적으로 젊었기 때문에 무게감이 있는 중진을 당4역에 배치할 필요도 있었기 때문이었다. 그렇다 보니 오시마는 당시 여당이던 민주당과의 협상을 실질적으로 이끌었다.
2012년에는 총재직에 복귀한 아베 신조가 고무라 마사히코를 부총재로 지명했다. 이는 아소 다로가 부총리로 입각해 내각에서 아베를 보좌하고 고무라가 부총재로서 당에서 아베를 보좌하기 위함이었다. 고무라는 외교 경험이 풍부하여 외무상의 물망에도 올랐는데 국회 출석 의무가 있는 외무상보다는 자유로운 입장에 서길 원하여 부총재가 되었다. 취임 이후 고무라는 매년 방중하는 등 외교에 영향력을 행사했다. 내정에 대해서도 평화 안전 법제와 「천황의 퇴위 등에 관한 황실전범 특례법」 제정에 앞장서는 등 이전의 부총재들과 비교해서 실무에 상당히 공을 들였다.
2021년 기시다 후미오는 부총재로 아소를 임명했다. 이는 니카이 도시히로가 아베 신조와 스가 요시히데 때 5년 이상 간사장을 맡은 것을 염두에 두고 총재를 제외한 주요 당직의 임기를 1년으로 하고 연임은 3번까지로 한정하자 재무상으로 장기 재임하던 아소가 재무상 연임에 부담을 느껴 스스로 물러났고 당내 제2파벌의 영수를 우대하기 위해 이루어진 인사였다. 총재와 총리를 지내고 부총재가 된 첫 번째 사례이기도 하다.
또한 전반적으로 당인파 출신들이 자주 부총재에 취임했다. 관료파 출신 부총재는 시나, 후나다 나카, 니시무라뿐이다.

## 역대 부총재
| 대수              | 이름              | 이름              | 재임 기간                         | 출신 파벌               | 총재            |
| ----------------- | ----------------- | ----------------- | --------------------------------- | ----------------------- | --------------- |
| -                 |                   |                   |                                   |                         | 하토야마 이치로 |
| -                 | 이시바시 단잔     |                   |                                   |                         |                 |
| 초대              |                   | 오노 반보쿠       | 1957년 7월~1960년 7월             | 오노파                  | 기시 노부스케   |
| -                 |                   |                   |                                   |                         | 이케다 하야토   |
| 2대               |                   | 오노 반보쿠       | 1961년 7월~1964년 5월             | 오노파                  | 이케다 하야토   |
| 3대               |                   | 가와시마 쇼지로   | 1964년 7월~1966년 12월            | 가와시마파              | 이케다 하야토   |
| 4대               | 사토 에이사쿠     | 가와시마 쇼지로   | 1964년 7월~1966년 12월            | 가와시마파              |                 |
| -                 | 사토 에이사쿠     |                   |                                   |                         |                 |
| 5대               | 사토 에이사쿠     |                   | 가와시마 쇼지로                   | 1967년 11월~1970년 11월 | 가와시마파      |
| -                 | 사토 에이사쿠     |                   |                                   |                         |                 |
| 6대               |                   | 시나 에쓰사부로   | 1972년 8월~1976년 12월            | 시나파                  | 다나카 가쿠에이 |
| 7대               | 미키 다케오       | 시나 에쓰사부로   | 1972년 8월~1976년 12월            | 시나파                  |                 |
| -                 |                   |                   |                                   |                         | 후쿠다 다케오   |
| 8대               |                   | 후나다 나카       | 1977년 11월~1978년 12월           | 후나다파                | 후쿠다 다케오   |
| 9대               |                   | 니시무라 에이이치 | 1979년 1월~1980년 11월            | 다나카파                | 오히라 마사요시 |
| 10대              | 스즈키 젠코       | 니시무라 에이이치 | 1979년 1월~1980년 11월            | 다나카파                |                 |
| -                 | 스즈키 젠코       |                   |                                   |                         |                 |
| 나카소네 야스히로 |                   |                   |                                   |                         |                 |
| 11대              |                   | 니카이도 스스무   | 1984년 4월~1986년 7월             | 다나카파                |                 |
| -                 |                   |                   |                                   |                         | 다케시타 노보루 |
| -                 | 우노 소스케       |                   |                                   |                         |                 |
| -                 | 가이후 도시키     |                   |                                   |                         |                 |
| 12대              |                   | 가네마루 신       | 1992년 1월~1992년 8월             | 다케시타파              | 미야자와 기이치 |
| -                 |                   |                   |                                   |                         | 미야자와 기이치 |
| 고노 요헤이       |                   |                   |                                   |                         |                 |
| 13대              |                   | 오부치 게이조     | 1994년 7월~1995년 10월            | 오부치파                |                 |
| -                 |                   |                   |                                   |                         | 하시모토 류타로 |
| -                 | 오부치 게이조     |                   |                                   |                         |                 |
| -                 | 모리 요시로       |                   |                                   |                         |                 |
| -                 | 고이즈미 준이치로 |                   |                                   |                         |                 |
| 14대              |                   | 야마사키 다쿠     | 2003년 9월~2003년 11월            | 야마사키파              |                 |
| -                 |                   |                   |                                   |                         |                 |
| 아베 신조         |                   |                   |                                   |                         |                 |
| 후쿠다 야스오     |                   |                   |                                   |                         |                 |
| 아소 다로         |                   |                   |                                   |                         |                 |
| 다니가키 사다카즈 |                   |                   |                                   |                         |                 |
| 15대              |                   | 오시마 다다모리   | 2010년 9월 9일 ~ 2012년 9월 28일  | 고무라파                |                 |
| 16대              |                   | 고무라 마사히코   | 2012년 9월 28일 ~ 2018년 10월 2일 | 아소파                  | 아베 신조       |
| -                 |                   |                   |                                   |                         | 아베 신조       |
| 스가 요시히데     |                   |                   |                                   |                         |                 |
| 17대              |                   | 아소 다로         | 2021년 10월 1일 ~ 2024년 9월 30일 | 아소파                  | 기시다 후미오   |
| 18대              |                   | 스가 요시히데     | 2024년 9월 30일 ~                 | 파벌 없음               | 이시바 시게루   |

## 같이 보기
- 자유민주당 집행부
- 자유민주당 총재
- 자유민주당 간사장
- 자유민주당 총무회장
- 자유민주당 정무조사회장
- 일본의 부총리